# 75 лет Николаевской области
75 лет Николаевской области (укр. 75 років Миколаївській області) — юбилейная монета номиналом 5 гривен, выпущенная Национальным банком Украины, посвящённая «краю корабелов, машиностроителей и хлеборобов», расположенном в степной зоне на юге Украины — в бассейне нижнего течения Южного Буга — Николаевской области. Основа экономического потенциала Николаевщины — энергетика, судостроение и агропромышленность.
Монета введена в обращение 29 ноября 2012 года. Она относится к серии «Области Украины».

## Описание и характеристика
| Номинал грн. | Металл                  | Масса, г | Диаметр, мм | Качество изготовления     | Гурт                 | Тираж, штук |
| ------------ | ----------------------- | -------- | ----------- | ------------------------- | -------------------- | ----------- |
| 5            | никелевый сплав, нордик | 9,4      | 28,0        | специальный анциркулейтед | рифление по секторам | 15 000      |

### Аверс
На аверсе монеты вверху размещён малый Государственный Герб Украины, под которым год чеканки монеты - «2012», по кругу надписи: «НАЦІОНАЛЬНИЙ БАНК УКРАЇНИ» (вверху), «П'ЯТЬ ГРИВЕНЬ» (внизу), в центре изображена композиция - судно , амфора и античная монета, букет из подсолнухов, винограда и пшеничных колосков, справа - логотип Монетного двора Национального банка Украины.

### Реверс
На реверсе монеты изображён герб области и по кругу размещены надписи: «МИКОЛАЇВСЬКА ОБЛАСТЬ» (вверху), «ЗАСНОВАНА У 1937 РОЦІ» (внизу). 

## Авторы
- Художник — Иваненко Святослав.
- Скульпторы: Демьяненко Владимир, Демьяненко Анатолий.

## Цена монеты
При вводе монеты в обращение в 2012 году, Национальный банк Украины реализовал монету через свои филиалы по цене 19 гривен.
Фактическая приблизительная стоимость монеты, с годами менялась так:
| Год        | 2013 | 2014 | 2015 | 2016 | 2017 | 2018 |
| ---------- | ---- | ---- | ---- | ---- | ---- | ---- |
| Цена, грн. | 130  | 149  | 350  | 500  | 1100 | 1950 |